# 常见近剑水蚤
常见近剑水蚤（学名：Tropocyclops frequens）为剑水蚤科近剑水蚤属的动物。分布于印度尼西亚、印度、非洲以及中国大陆的云南等地，属于是一热带性种类。其常栖息于小型水域内。